# Suzannecourt
Suzannecourt is een gemeente in het Franse departement Haute-Marne (regio Grand Est) en telt 354 inwoners (2004). De plaats maakt deel uit van het arrondissement Saint-Dizier.

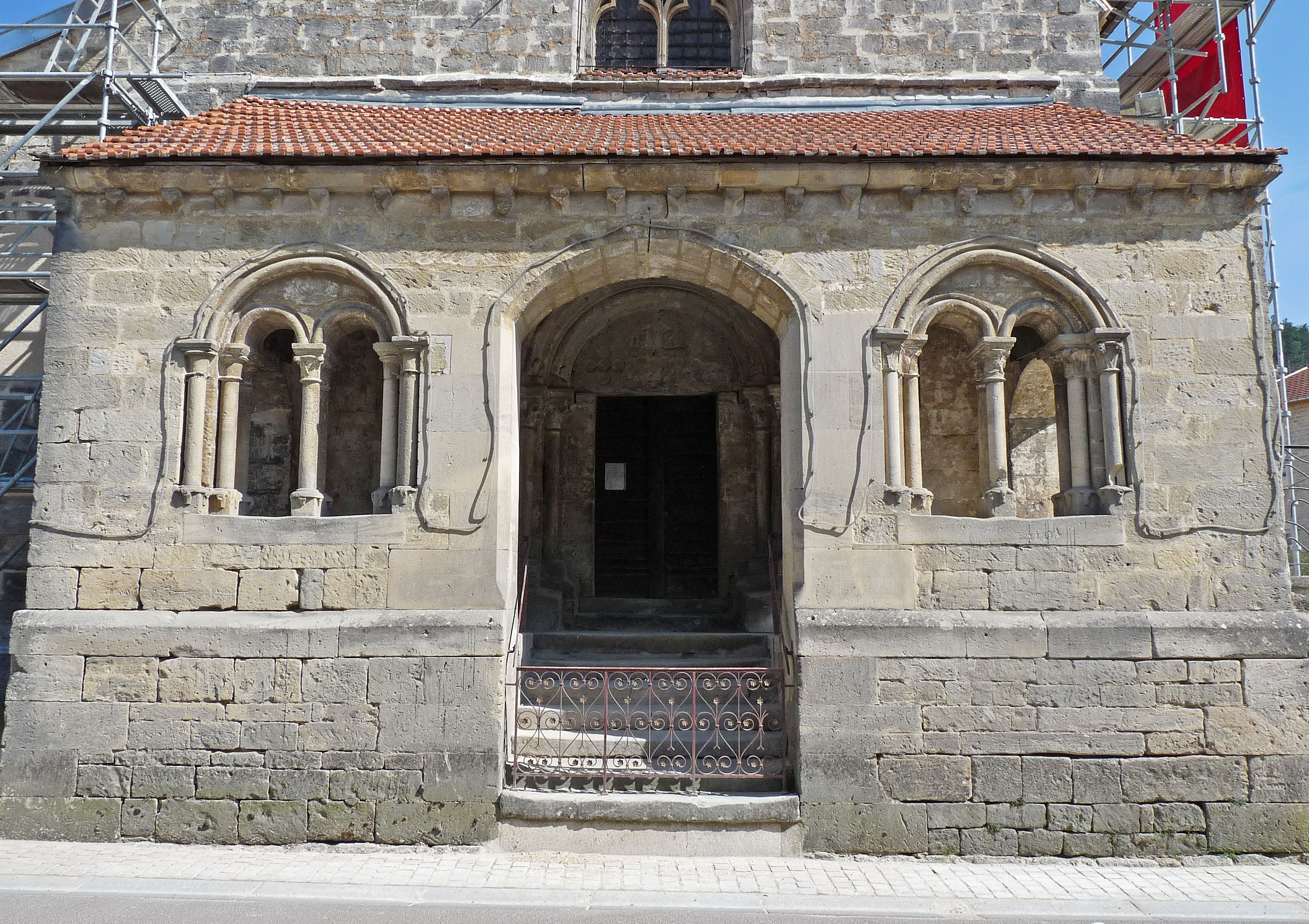
Oostelijke deur van de parochikerk van Suzannecourt

## Geografie
De oppervlakte van Suzannecourt bedraagt 4,6 km², de bevolkingsdichtheid is 77,0 inwoners per km².
De onderstaande kaart toont de ligging van Suzannecourt met de belangrijkste infrastructuur en aangrenzende gemeenten.

## Demografie
Onderstaande figuur toont het verloop van het inwonertal (bron: INSEE-tellingen).